# شيرلي بير
شيرلي بير (بالإنجليزية: Shirley Bear)‏ (16 مايو 1936)؛ كاتِبة وشاعرة كندية.